# محوطه ماره‌ای (مهره‌ای)
محوطه ماره‌ای (مهره‌ای) مربوط به دوران‌های تاریخی پس از اسلام است و در شهرستان مرودشت، بخش مرکزی، دهستان رامجرد ۱، ۳/۵ کیلومتری شمال روستای شهرک طالقانی (پل نو) واقع شده و این اثر در تاریخ ۳۰ بهمن ۱۳۸۶ با شمارهٔ ثبت ۲۰۸۷۲ به‌عنوان یکی از آثار ملی ایران به ثبت رسیده است.